# Бутия душистая
Бутия душистая (лат. Butia odorata) — вид растений рода Бутия (Butia) семейства Пальмовые (Arecaceae).

## Ботаническое описание
Одноствольная веерная пальма 3—5 м высотой при диаметре ствола до 40—50 см. Обычно останки старых черешков листьев сохраняются годами на стволе, хотя нередки и экземпляры с чистыми стволами. Листья до 2,5 м длиной, очень жёсткие, сизо-зёленые или серо-зёленые, с приподнятыми кверху сегментами, которые от вершины ствола дуговидно изгибаются к земле. Нижняя часть черешка от ствола до начала сегментов 70—90 см или до 1 м длиной и 4 см шириной, сверху плоская или слегка выпуклая, по боковым рёбрам с крепкими когтевидными шипами, к основанию листа постепенно увеличивающимися и переходящими в длинные жёсткие, толстые волокна; у молодых листьев нижняя часть черешка сплошь покрыта густым войлоком. Ось листа 150—185 см длиной, сегменты листа по 60—80 с каждой стороны, расположены по его оси неравномерно, группами по 2—3, иногда по 5, жёсткие, мечевидные, снизу несколько более светлые, сверху темнее, до 75 см длиной и 3,6 см шириной, с косыми, асимметричными вершинами.
Соцветия метёлковидные, располагаются в кроне в пазухах листьев. Покрывало соцветия веретенообразное, светло-зелёное, голое, часто покрытое сизым налетом, до 1,25 м длиной, расширенная часть покрывала длиной 80—100 см, шириной 7,0—8,5 см, гладкая или бороздчатая, более или менее сизая, с возрастом становится тусклой. Разветвлённая часть початка 85—94 см длины, рахиллы 50—60, 62—69 см длины. Пестичные цветки округлые или яйцевидные, 4—8 мм длиной, 4—6 мм в диаметре; нижние тычиночные цветки 7—10 мм длины, верхние 4—7 мм длины. Зрелые плоды — костянки, яйцевидно-шаровидные или яйцевидные, оранжевые, с сочным мезокарпием при созревании, 1,8—2,6 см длиной, 1,5—2,2 см в диаметре, с коротким носиком, стойким околоцветником 0,4—0,6 см высотой, гнёзда в числе 1-3. Семена округло-продолговатые или яйцевидные, 1,8—2,4 см длиной, 1,0—1,4 см в диаметре.

## Распространение и экология
Распространена на обширной территории северной Аргентины, южной части Бразилии, Парагвая и Уругвая. В природе в Южной Америке встречается в пальмовых саваннах, на пастбищах, в сообществах типа campo rupestre, серрадо и в низинных лесах.